# John Dillon
Pour les articles homonymes, voir John Dillon (homonymie).
John Dillon (4 septembre 1851-4 août 1927) est un homme politique irlandais de Dublin, qui est député pendant plus de 35 ans et est le dernier chef du Parti parlementaire irlandais. Par disposition politique, Dillon est un partisan du nationalisme irlandais, à l'origine un adepte de Charles Stewart Parnell, soutenant la réforme agraire et l'Irish Home Rule.

## Jeunesse
John Dillon est né à Blackrock, Dublin, fils de l'ancien « Jeune Irelander » John Blake Dillon (1814–1866). À la suite de la mort prématurée de ses deux parents, il est en partie élevé par la nièce de son père, Anne Deane. Il fait ses études à la Catholic University School, au Trinity College de Dublin et à l'Université catholique de Louvain en Belgique. Il étudie la médecine au Collège royal de chirurgie en Irlande de Dublin, puis cesse de s'impliquer activement dans la médecine après avoir rejoint la Home Rule League d'Isaac Butt en 1873, se faisant remarquer en 1879 lorsqu'il attaque la faible gestion parlementaire de Butt de l'Irish Home Rule. Ses moyens financiers familiaux lui permettent de se tourner et de consacrer toutes ses énergies à la vie politique.
Il devient l'un des principaux agitateurs de la réforme agraire en tant que membre du comité original de la Ligue nationale irlandaise pour la terre, dirigeant la politique de Boycott préconisée par Michael Davitt avec qui il est allié en étroite amitié. Il entre au Parlement du Royaume-Uni en 1880 en tant que député du comté de Tipperary, et est d'abord un fervent partisan de Charles Stewart Parnell. Il se rend aux États-Unis avec Parnell dans le cadre d'une mission de collecte de fonds pour la Land League. À son retour, il dénonce la loi de 1881 sur la loi foncière (Irlande) de William Ewart Gladstone comme n'ayant rien fait pour les petits agriculteurs. Ses opinions sur la réforme agraire et sur le Home Rule l'amènent à être qualifié d'extrémiste, ce qui aboutit à son arrestation de mai à août 1881 en vertu de la loi irlandaise sur la coercition.

## Réformateur radical

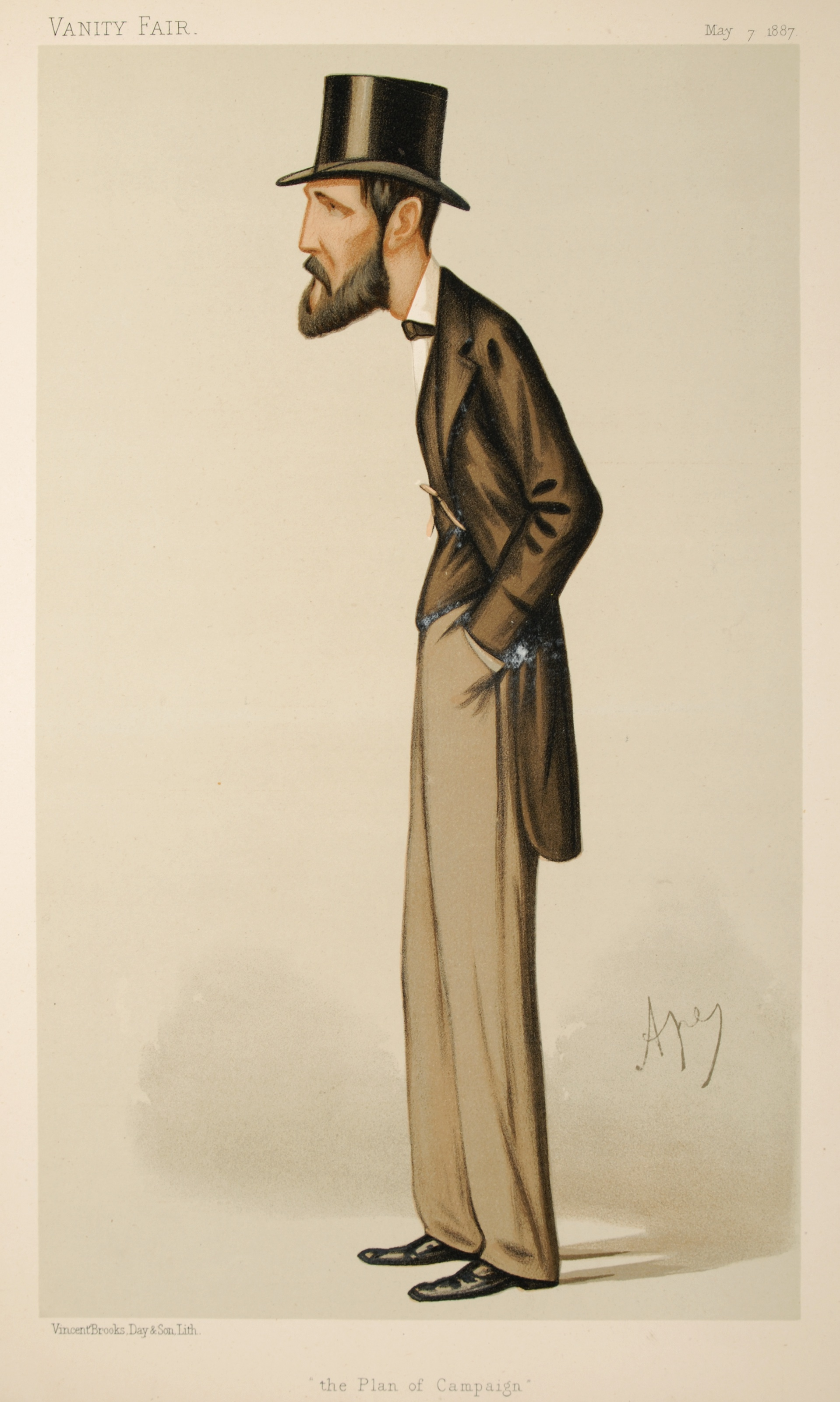
« Le plan de campagne ». Caricature d'Ape publiée dans Vanity Fair en 1887.

De nouveau emprisonné pour agitation en octobre 1881 avec Parnell, William O'Brien et d'autres à la Prison de Kilmainham, il signe le Manifeste No Rent par solidarité, mais pas entièrement en accord avec lui. Parnell cherche à mettre fin à la guerre de la Terre en acceptant le Traité de Kilmainham, après quoi ils sont libérés de prison en mai 1882. Peu de temps après, ils reçoivent la liberté de la ville de Dublin. Mécontent du « nouveau départ » de Parnell et parce que sa santé a souffert, il démissionne de son siège au Parlement le 6 mars 1883 et se retire de la politique au Colorado en Amérique où son frère vivait. De retour en 1885, Parnell le nomme candidat du Parti parlementaire irlandais pour East Mayo aux élections générales de novembre 1885, où il est élu sans opposition. Il représente la circonscription sans interruption jusqu'en 1918.
Il est l'un des principaux acteurs du célèbre plan de campagne de l'Irish Land League, lancé par Timothy Healy et organisé par Timothy Charles Harrington, qui prévoyait qu'en cas de loyers excessifs, le locataire devait payer son loyer à la Land League au lieu de le propriétaire, et en cas d'expulsion être pris en charge par le fonds général. Dillon est contraint par la Court of Queens Bench en décembre 1886 de trouver des garanties pour bonne conduite, mais deux jours plus tard, il est arrêté alors qu'il percevait des loyers sur la propriété de Lord Claricarde à Portumna, dans le comté de Galway. Dans ce cas, le jury n'est pas d'accord, mais en avril 1887, il est de nouveau emprisonné sous la contrainte et après sa libération, il reprend l'agitation agraire avec un discours lors d'une manifestation en septembre où O'Brien est jugé à Mitchelstown au cours de laquelle la foule jette des pierres sur la police, qui a ensuite tiré sur trois civils, connu sous le nom de « massacre de Mitchelstown ». Lorsqu'en 1888 il défend les fermiers de Munster, il est de nouveau emprisonné pendant six mois en vertu des dispositions du nouveau projet de loi sur la procédure pénale, ou loi sur la coercition. En tout, il est emprisonné six fois.

## Activisme Anti-Parnellite
Il est libéré en septembre et, au printemps 1889, navigue pour l'Australie et la Nouvelle-Zélande, où il collecte des fonds pour le parti nationaliste. À son retour en Irlande, il est de nouveau arrêté, mais, ayant été libéré sous caution, part en Amérique et ne comparaît pas au procès. Il retourne en Irlande en passant par Boulogne-sur-Mer, où lui et William O'Brien ont des discussions longues et indécises avec Parnell après son divorce, sur son maintien à la direction du Parti parlementaire irlandais. Après cet échec, ils se sont rendus à la police en février et sont internés dans la prison de Galway, d'où ils sont libérés en juillet 1890.
Lui et O'Brien sont de plus en plus perturbés par la teneur de la politique irlandaise incarnée par Timothy Healy. Après le divorce de Parnell, le chef refuse de démissionner et le parti se divise. Dillon est l'un de ses plus forts opposants et rejoint le bloc anti-satellite majoritaire, la Fédération nationale irlandaise (INF), avec Justin McCarthy (en), en devenant le chef. John Redmond dirige la minorité pro-Parnellite Irish National League (INL) après la mort de Parnell plus tard en 1891. Lorsque les libéraux reprennent leurs fonctions en 1892, Dillon participe aux négociations sur le deuxième projet de loi sur l'autonomie, le projet de loi du gouvernement irlandais de 1893, qui est rejeté par la Chambre des lords. Bien qu'il n'ait jamais perdu de vue l'autonomie ou la question foncière, en particulier les locataires expulsés, il se concentre désormais sur la gestion quotidienne de l'INF en tant que vice-président.

## Manœuvres de parti
Lorsque l'autonomie est reportée après le retour au pouvoir du Parti conservateur en 1895, Dillon en profite pour priver Healy de son influence au sein du parti. Il s'oppose également à Horace Plunkett dans ses tentatives de rassembler unionistes et nationalistes, et dans ses efforts pour aider les petits agriculteurs grâce à son mouvement coopératif. En novembre, Dillon épouse Elizabeth Mathew à l'Oratoire de Brompton qui lui donne six enfants. En février 1896, il prend la présidence de l'INF à la suite de la démission de McCarthy. Cet automne-là, il organise une convention de la race irlandaise, qui comprend 2000 délégués de diverses parties du monde. En 1897, Dillon s'oppose à la Chambre des communes à l'adresse de la reine Victoria à l'occasion du jubilé de diamant, au motif que son règne n'a pas été une bénédiction pour l'Irlande, et il montre la même attitude intransigeante en 1901 quand une subvention à Lord Roberts est en discussion, l'accusant d'inhumanité systématisée. Il est suspendu le 20 mars pour propos violents adressés à Joseph Chamberlain.
Dillon est présent en janvier 1898 lorsque William O'Brien lance sa « United Ireland League » (UIL) depuis une plate-forme agraire à Ballina, dans le comté de Mayo. Bien qu'ayant aidé à établir sa constitution, Dillon est très ambivalent sur cette nouvelle association, marquant les premières tensions dans la relation O'Brien-Dillon. L'année est également riche en événements avec le vote de la loi de 1898 sur le gouvernement local (Irlande) qui met l'administration des affaires locales entre les mains des Irlandais, pas du tout favorisée par Dillon qui préfère atteindre l'autonomie complète. L'UIL d'O'Brien se répand rapidement, forçant les factions divisées, l'INL et l'INF, du parti parlementaire irlandais à se réunir sous Redmond en 1900, avec Dillon comme chef adjoint du parti. Il soutient Redmond dans les années suivantes.

## Une conciliation impensable
Dillon joue un rôle décisif en s'opposant à la « doctrine de la conciliation » d'O'Brien dans la politique irlandaise, en particulier lors de la Conférence foncière de 1902 et après qu'O'Brien ait remporté le Wyndham Land Purchase (Ireland) Act 1903. O'Brien est violemment attaqué par Dillon, qui a une aversion instinctive pour les négociations avec les propriétaires, ne voulant pas accommoder la classe des propriétaires, il n'a jamais abandonné sa méfiance à l'égard du dialogue avec les unionistes. Sa théorie est que les troubles agraires favorisent mieux la réalisation du Home Rule en faisant pression sans relâche sur les propriétaires et le gouvernement. Ses attaques et celles du Freeman's Journal du parti ont aliéné O'Brien qui quitte le Parti en novembre 1903. L'engagement d'O'Brien pendant 1904–5 avec l'Irish Reform Association et son évaluation du projet de loi du Conseil irlandais de 1907 sont également condamnés par Dillon qui méprise toutes les relations avec « l'ennemi héréditaire ». La brèche qui se crée n'est jamais comblée. Dillon prend ensuite le contrôle de l'UIL par l'intermédiaire de son protégé, son nouveau secrétaire Joseph Devlin, député de Belfast-Ouest, avec qui Dillon entretient toujours une alliance étroite.
L'UIL et l'IPP étant pratiquement fusionnés en un seul corps, Dillon s'associe à des députés à la politique de conciliation d'O'Brien, parmi lesquels Thomas O'Donnell et DD Sheehan, expulsés du parti en tant que « factionistes ». Le mouvement Home Rule, très fortement influencé par Dillon, revient à une position traditionnelle étroite, qui s'oppose à toute chance d'un nationalisme inclusif et n'a pas réussi à inclure de nouveaux intérêts au sein de la société catholique. Son mouvement Home Rule est en grande partie un corps ethnique confessionnel, soutenu par l'Ancien Ordre des Hiberniens, une fraternité exclusivement catholique et secrète, largement sous le contrôle de son proche associé Joe Devlin. Le mouvement Home Rule de Dillion est caractérisé par une guerre de classe permanente et ne facilite pas le fonctionnement du Wyndham Land Act.
Dillon souffre de problèmes de santé occasionnels causant une présence irrégulière à Westminster, en particulier lorsque sa femme est décédée en 1907, mais après le retour des libéraux au pouvoir en 1906, il est plus souvent consulté. Entre 1910 et 1914, la question de l'autonomie irlandaise réapparait, introduite par le Premier ministre Herbert Henry Asquith. Dans son approche de l'autonomie irlandaise, il prend une position plus intransigeante envers Redmond, qui pendant la crise d'Ulster de 1913 est prêt à concéder une large part d'autonomie locale à l'Ulster. Les 15 et 16 janvier, Dillon déjeune à la Chambre des communes avec l'un de ses plus proches partisans, le rédacteur en chef du Guardian, CP Scott, et ardent partisan de l'autonomie, il exhorte le dirigeant irlandais à faire pression sur les nouveaux députés travaillistes. C'est impensable pour Dillon, qui met au premier plan l'intégrité de l'Irlande : il méprise le Parti unioniste d'Ulster d'Edward Carson et la menace de guerre civile de leurs volontaires d'Ulster comme étant un gigantesque bluff. « Incroyablement faible » Dillon n'a pas pu empêcher les amendements de Carson au projet de loi Home Rule de Crewe. De même, Dillon condamne les propositions de concessions de la nouvelle Ligue All-for-Ireland d'O'Brien à l'Ulster comme encourageant leurs demandes. Il reste inflexible à diverses réunions, y compris l'effort de la conférence du palais de Buckingham pour régler le problème de l'Ulster. Il n'accepte qu'à contrecœur que Redmond concède à six comtés de se retirer temporairement du Home Rule Act de 1914, qui en septembre reçoit la sanction royale mais est suspendu pour la durée de la Première Guerre mondiale.

## Une position sans compromis pour la paix
Avec le déclenchement de la Grande Guerre, Dillon accepte la décision de Redmond de suivre le soutien britannique à l'effort de guerre allié, mais il s'abstient de recruter pour les divisions irlandaises. Le soulèvement de 1916 prend le parti irlandais par surprise. Il intervient avec David Lloyd George pour faire cesser les exécutions des 90 condamnations à mort prononcées par la «cour martiale de campagne» (à huis clos sans défense ni jury) sous la loi martiale du général Maxwell après avoir déclaré la rébellion « trahison en temps de guerre ». Il dit à Scott que son parti devait soutenir la conscription ou perdre les élections. Mais le 10 janvier, c'est exactement ce qu'ils font « pour protester » avec l'aide des Lib-Lab. Dillon insiste sur le fait que s'ils vont de l'avant, ils « rempliraient tout le pays » du même type de radicaux, par opposition à l'emprisonnement. Cela laisserait aux radicaux autant de partisans que possible « dans une seule cellule de prison ». Il attaque le gouvernement à la Chambre des communes et déclare que les rebelles ont « tort », mais ont mené « un combat propre ». Les procès secrets et les exécutions ont amené l'opinion publique à de la sympathie pour les rebelles. Il est impliqué en mai 1916 dans la vaine tentative de Lloyd George de mettre en œuvre le Home Rule après le soulèvement, qui échoue en juillet sur la question de l'exclusion ou non de l'Ulster. Il refuse une candidature à la Convention irlandaise sur l'autonomie domestique en 1917.
Après la mort de Redmond le 6 mars 1918, Dillon retourne en Irlande pour prendre la direction du parti. Lorsque les armées alliées sur le front occidental subissent des revers lors de l'offensive de printemps allemande, qui décime les 10e et 16e divisions irlandaises, le gouvernement tente un mois plus tard dans la panique d'étendre la conscription à l'Irlande, ce à quoi Dillon s'oppose avec ténacité et, en signe de protestation, retire tous les députés irlandais de la Chambre des communes. La tentative d'imposer la conscription conjointement avec la mise en œuvre du Home Rule dégoûte le grand public irlandais et aboutit à un changement immédiat de soutien au Sinn Féin qui précipite leur effondrement électoral après la guerre.
Dillon tente de persuader le gouvernement en juillet 1918 de mettre en œuvre l'autonomie irlandaise en présentant une motion d'autodétermination à la Chambre des communes. Il précise en septembre que l'objectif de l'autonomie locale ne pouvait être que « l'établissement d'une autonomie nationale, y compris un pouvoir exécutif, législatif et fiscal complet », et que la solidarité nationale est essentielle. Mais il sous-estime la nécessité de prévoir des dispositions pour les préoccupations de l'Ulster, une erreur de jugement fatale partagée par la plupart des nationalistes et des républicains.
Il revient à Dillon de mener une dernière campagne aux élections générales de décembre 1918. Après avoir échoué à conclure un pacte avec le Sinn Féin, son parti est balayé. Il est vaincu à East Mayo par 8975 voix par Éamon de Valera. Se retirant de la politique, Dillon assiste à l'époque violente de la guerre anglo-irlandaise, à la mise en œuvre du Home Rule en Irlande du Nord, à la partition de l'Irlande qui s'ensuit approuvée par l'État libre irlandais et de la guerre civile irlandaise qui en résulte.

## Famille
Il se marie en 1895 avec Elizabeth, fille de Lord Justice JC Mathew, qui lui donne six enfants. Grand et mince, il a une silhouette imposante, sa réputation personnelle étant parfois entravée par une nature pessimiste et sombre ainsi que par des opinions conservatrices sur le travail et les femmes. Il meurt dans une maison de retraite de Londres à l'âge de 76 ans, le 4 août 1927, et est enterré quatre jours plus tard au Cimetière de Glasnevin, à Dublin. Il y a une rue qui porte son nom dans les Libertés de Dublin, à côté du vieux marché d'Iveagh.
Un de ses six enfants est James Matthew Dillon (1902–1986), un homme politique irlandais et chef du Parti du centre irlandais et du Fine Gael (1957–1966) également ministre de l'Agriculture.